# فهرست فینال‌های جام یوفا و لیگ اروپا
لیگ اروپا با نام قبلی «جام یوفا»، مسابقات فوتبالی است که توسط یوفا از سال ۱۹۷۱ میلادی بنیان‌گذاری شده‌است. این رقابت‌ها، دومین مسابقات باشگاهی معتبر در بین باشگاه‌های اروپایی بعد از لیگ قهرمانان اروپا می‌باشد. تیم‌ها بر اساس رقابت‌های داخلی (لیگ) و مسابقات جام حذفی شایستگی حضور در این مسابقات را پیدا می‌کنند. در ۲۵ سال اول این بازی‌ها، فینال به‌صورت رفت و برگشتی انجام می‌شد، اما از سال ۱۹۹۸، بازی پایانی به‌صورت تک‌بازی و در زمین بی‌طرف انجام می‌شود. در نخستین فینال در این قالب، اینتر میلان موفق شد لاتزیو را در ورزشگاه پارک ده پرنس پاریس شکست دهد. تاتنهام هاتسپر با برتری ۳–۲ مقابل ولورهمپتون در مجموع دو بازی، در سال ۱۹۷۲، نخستین قهرمان این رقابت‌ها شد. ده فینال با حضور تیم‌های از یک کشور انجام شد؛ ایتالیا (۱۹۹۰، ۱۹۹۱، ۱۹۹۵ و ۱۹۹۸)، اسپانیا (۲۰۰۷ و ۲۰۱۲)، انگلستان (۱۹۷۲ و ۲۰۱۹)، آلمان (۱۹۸۰) و پرتغال (۲۰۱۱).
سویا با ۷ عنوان قهرمانی پرافتخارترین تیم این مسابقات می‌باشد. باشگاه فوتبال رئال مادرید (در فینال‌های ۱۹۸۵ و ۱۹۸۶) و سویا (در فینال‌های ۲۰۰۶ و ۲۰۰۷، و ۲۰۱۴، ۲۰۱۵ و ۲۰۱۶) تنها تیم‌هایی هستند که از عنوان قهرمانی خود دفاع کرده‌اند. تیم‌های اسپانیایی با ۱۴ قهرمانی رکورددار این رقابت‌ها هستند. آخرین قهرمان قبل از تغییر نام از جام یوفا به لیگ اروپا، شاختار دونتسک بود که با برتری ۲–۱ مقابل وردر برمن در فینال ۲۰۰۹ و در وقت‌های اضافه، به این عنوان دست‌یافت.
بنفیکا و مارسی بیشترین شکست‌ها را در فینال پذیرفتند، هر یک با سه باخت.
دارندهٔ کنونی عنوان قهرمانی این رقابت‌ها، باشگاه فوتبال سویا است که در فینال لیگ اروپا ۲۰۲۳ توانست آ.اس. رم را در ضربات پنالتی ۴–۱ شکست دهد.
در حالی که اینتر-سیتیز فیرز کاپ قبل از مسابقات جام یوفا شکل گرفته‌بود، اما یوفا آن را به عنوان رقابت‌های معتبر باشگاهی اروپا به رسمیت نمی‌شناسد، بنابراین سوابق آن در فهرست زیر موجود نیست.

## فهرست فینال‌ها
| dagger | برنده در وقت اضافه مشخص‌شد.    |
| *      | برنده در ضربات پنالتی مشخص‌شد. |
| §      | برنده با گل طلایی مشخص‌شد.     |

- فینال‌های رفت و برگشتی به ترتیب تاریخ بازی مرتب شده‌است.
- یادداشت «UCL» در کنار نام یک تیم یعنی آن تیم در ابتدا در لیگ قهرمانان اروپا آن فصل حضور داشته‌است (از فصل ۲۰۰۰–۱۹۹۹ قالب برگزاری این رقابت‌ها تغییر کرده‌است).

| فینال                  | کشور                  | قهرمان                | نتیجه                 | نایب قهرمان           | کشور                  | محل برگزاری                                    | تماشاگران             |
| فینال‌های رفت و برگشتی  | فینال‌های رفت و برگشتی | فینال‌های رفت و برگشتی | فینال‌های رفت و برگشتی | فینال‌های رفت و برگشتی | فینال‌های رفت و برگشتی | فینال‌های رفت و برگشتی                          | فینال‌های رفت و برگشتی |
| ---------------------- | --------------------- | --------------------- | --------------------- | --------------------- | --------------------- | ---------------------------------------------- | --------------------- |
| ۱۹۷۲                   | انگلستان              | تاتنهام               | ۲–۱                   | ولورهمپتون            | انگلستان              | ورزشگاه مالینیو، ولورهمپتون، انگلستان          | ۴۵٬۰۰۰                |
| ۱۹۷۲                   | انگلستان              | تاتنهام               | ۱–۱                   | ولورهمپتون            | انگلستان              | ورزشگاه وایت هارت لین، لندن، انگلستان          | ۵۴٬۰۰۰                |
| ۱۹۷۳                   | انگلستان              | لیورپول               | ۳–۰                   | بروسیا مونشن‌گلادباخ   | آلمان غربی            | ورزشگاه آنفیلد، لیورپول، انگلستان              | ۴۱٬۱۶۹                |
| ۱۹۷۳                   | انگلستان              | لیورپول               | ۰–۲                   | بروسیا مونشن‌گلادباخ   | آلمان غربی            | بوکلبرگ اشتادیون، مونشن‌گلادباخ، آلمان غربی     | ۳۵٬۰۰۰                |
| ۱۹۷۴                   | هلند                  | فاینورد               | ۲–۲                   | تاتنهام هاتسپر        | انگلستان              | ورزشگاه وایت هارت لین، لندن، انگلستان          | ۴۶٬۲۸۱                |
| ۱۹۷۴                   | هلند                  | فاینورد               | ۲–۰                   | تاتنهام هاتسپر        | انگلستان              | ورزشگاه دکویپ، روتردام، هلند                   | ۵۹٬۰۰۰                |
| ۱۹۷۵                   | آلمان غربی            | بروسیا مونشن‌گلادباخ   | ۰–۰                   | توئنته                | هلند                  | ورزشگاه راین‌اشتادیون، دوسلدورف، آلمان غربی     | ۴۲٬۰۰۰                |
| ۱۹۷۵                   | آلمان غربی            | بروسیا مونشن‌گلادباخ   | ۵–۱                   | توئنته                | هلند                  | دیکمان اشتادیون، انسخده، هلند                  | ۲۱٬۰۰۰                |
| ۱۹۷۶                   | انگلستان              | لیورپول               | ۳–۲                   | کلوب بروژ             | بلژیک                 | ورزشگاه آنفیلد، لیورپول، انگلستان              | ۵۶٬۰۰۰                |
| ۱۹۷۶                   | انگلستان              | لیورپول               | ۱–۱                   | کلوب بروژ             | بلژیک                 | ورزشگاه یان برایدل، بروخه، بلژیک               | ۳۲٬۰۰۰                |
| ۱۹۷۷                   | ایتالیا               | یوونتوس               | ۱–۰                   | اتلتیک بیلبائو        | اسپانیا               | ورزشگاه المپیک تورین، تورین، ایتالیا           | ۷۵٬۰۰۰                |
| ۱۹۷۷                   | ایتالیا               | یوونتوس               | ۱–۲                   | اتلتیک بیلبائو        | اسپانیا               | ورزشگاه سن مامس، بیلبائو، اسپانیا              | ۴۳٬۰۰۰                |
| ۱۹۷۸                   | هلند                  | پی‌اس‌وی آیندهوون       | ۰–۰                   | باستیا                | فرانسه                | ورزشگاه آرماند سزاری، باستیا، فرانسه           | ۱۵٬۰۰۰                |
| ۱۹۷۸                   | هلند                  | پی‌اس‌وی آیندهوون       | ۳–۰                   | باستیا                | فرانسه                | ورزشگاه فیلیپس، آیندهوون، هلند                 | ۲۷٬۰۰۰                |
| ۱۹۷۹                   | آلمان غربی            | بروسیا مونشن‌گلادباخ   | ۱–۱                   | ستاره سرخ بلگراد      | یوگسلاوی              | ورزشگاه ستاره سرخ، بلگراد، یوگسلاوی سابق       | ۸۷٬۰۰۰                |
| ۱۹۷۹                   | آلمان غربی            | بروسیا مونشن‌گلادباخ   | ۱–۰                   | ستاره سرخ بلگراد      | یوگسلاوی              | ورزشگاه راین‌اشتادیون، دوسلدورف، آلمان غربی     | ۴۵٬۰۰۰                |
| ۱۹۸۰                   | آلمان غربی            | آینتراخت فرانکفورت    | ۲–۳                   | بروسیا مونشن‌گلادباخ   | آلمان غربی            | بوکلبرگ اشتادیون، مونشن‌گلادباخ، آلمان غربی     | ۲۵٬۰۰۰                |
| ۱۹۸۰                   | آلمان غربی            | آینتراخت فرانکفورت    | ۱–۰                   | بروسیا مونشن‌گلادباخ   | آلمان غربی            | ورزشگاه کومرتسبانک آرنا، فرانکفورت، آلمان غربی | ۵۹٬۰۰۰                |
| ۱۹۸۱                   | انگلستان              | ایپسویچ تاون          | ۳–۰                   | آزد آلکمار            | هلند                  | ورزشگاه پورتمن رود، ایپسویچ، انگلستان          | ۲۷٬۵۳۲                |
| ۱۹۸۱                   | انگلستان              | ایپسویچ تاون          | ۲–۴                   | آزد آلکمار            | هلند                  | ورزشگاه المپیک آمستردام، آمستردام، هلند        | ۲۸٬۵۰۰                |
| ۱۹۸۲                   | سوئد                  | گوتبورگ               | ۱–۰                   | هامبورگ               | آلمان غربی            | ورزشگاه اولوی، گوتبورگ، سوئد                   | ۴۲٬۵۴۸                |
| ۱۹۸۲                   | سوئد                  | گوتبورگ               | ۳–۰                   | هامبورگ               | آلمان غربی            | ورزشگاه فولکسپارک، هامبورگ، آلمان غربی         | ۶۰٬۰۰۰                |
| ۱۹۸۳                   | بلژیک                 | اندرلشت               | ۱–۰                   | بنفیکا                | پرتغال                | ورزشگاه کینگ بودوئن، بروکسل، بلژیک             | ۵۵٬۰۰۰                |
| ۱۹۸۳                   | بلژیک                 | اندرلشت               | ۱–۱                   | بنفیکا                | پرتغال                | ورزشگاه دا لوز، لیسبون، پرتغال                 | ۸۰٬۰۰۰                |
| ۱۹۸۴                   | انگلستان              | تاتنهام               | ۱–۱                   | اندرلشت               | بلژیک                 | ورزشگاه لوتو پارک، بروکسل، بلژیک               | ۴۰٬۰۰۰                |
| ۱۹۸۴                   | انگلستان              | تاتنهام               | ۱–۱*                  | اندرلشت               | بلژیک                 | ورزشگاه وایت هارت لین، لندن، انگلستان          | ۴۶٬۲۰۵                |
| ۱۹۸۵                   | اسپانیا               | رئال مادرید           | ۳–۰                   | ویدتون                | مجارستان              | شوشتو اشتادیون، سکش‌فهروار، مجارستان            | ۳۰٬۰۰۰                |
| ۱۹۸۵                   | اسپانیا               | رئال مادرید           | ۰–۱                   | ویدتون                | مجارستان              | ورزشگاه سانتیاگو برنابئو، مادرید، اسپانیا      | ۹۰٬۰۰۰                |
| ۱۹۸۶                   | اسپانیا               | رئال مادرید           | ۵–۱                   | کلن                   | آلمان غربی            | ورزشگاه سانتیاگو برنابئو، مادرید، اسپانیا      | ۸۵٬۰۰۰                |
| ۱۹۸۶                   | اسپانیا               | رئال مادرید           | ۰–۲                   | کلن                   | آلمان غربی            | ورزشگاه المپیک برلین، برلین، آلمان غربی        | ۱۵٬۰۰۰                |
| ۱۹۸۷                   | سوئد                  | گوتبورگ               | ۱–۰                   | داندی یونایتد         | اسکاتلند              | ورزشگاه اولوی، گوتبورگ، سوئد                   | ۵۰٬۰۲۳                |
| ۱۹۸۷                   | سوئد                  | گوتبورگ               | ۱–۱                   | داندی یونایتد         | اسکاتلند              | ورزشگاه تانادیس پارک، داندی، اسکاتلند          | ۲۰٬۹۱۱                |
| ۱۹۸۸                   | آلمان غربی            | بایر ۰۴ لورکوزن       | ۰–۳                   | اسپانیول              | اسپانیا               | ورزشگاه سریا، بارسلون، اسپانیا                 | ۴۲٬۰۰۰                |
| ۱۹۸۸                   | آلمان غربی            | بایر ۰۴ لورکوزن       | ۳–۰*                  | اسپانیول              | اسپانیا               | ورزشگاه بای‌آرنا، لورکوزن، آلمان غربی           | ۲۲٬۰۰۰                |
| ۱۹۸۹                   | ایتالیا               | ناپولی                | ۲–۱                   | اشتوتگارت             | آلمان غربی            | ورزشگاه سن پائولو، ناپل، ایتالیا               | ۸۳٬۰۰۰                |
| ۱۹۸۹                   | ایتالیا               | ناپولی                | ۳–۳                   | اشتوتگارت             | آلمان غربی            | ورزشگاه مرسدس بنز آرنا، اشتوتگارت، آلمان غربی  | ۶۷٬۰۰۰                |
| ۱۹۹۰                   | ایتالیا               | یوونتوس               | ۳–۱                   | فیورنتینا             | ایتالیا               | ورزشگاه المپیک تورین، تورین، ایتالیا           | ۴۵٬۰۰۰                |
| ۱۹۹۰                   | ایتالیا               | یوونتوس               | ۰–۰                   | فیورنتینا             | ایتالیا               | ورزشگاه پارتنیو، آولینو، ایتالیا               | ۳۲٬۰۰۰                |
| ۱۹۹۱                   | ایتالیا               | اینتر میلان           | ۲–۰                   | آ.اس. رم              | ایتالیا               | ورزشگاه سن سیرو، میلان، ایتالیا                | ۶۸٬۸۸۷                |
| ۱۹۹۱                   | ایتالیا               | اینتر میلان           | ۰–۱                   | آ.اس. رم              | ایتالیا               | ورزشگاه المپیک رم، رم، ایتالیا                 | ۷۰٬۹۰۱                |
| ۱۹۹۲                   | هلند                  | آژاکس آمستردام        | ۲–۲                   | تورینو                | ایتالیا               | ورزشگاه دل آلپی، تورین، ایتالیا                | ۶۵٬۳۷۷                |
| ۱۹۹۲                   | هلند                  | آژاکس آمستردام        | ۰–۰                   | تورینو                | ایتالیا               | ورزشگاه المپیک آمستردام، آمستردام، هلند        | ۴۲٬۰۰۰                |
| ۱۹۹۳                   | ایتالیا               | یوونتوس               | ۳–۱                   | بروسیا دورتموند       | آلمان                 | ورزشگاه وستفالن، دورتموند، آلمان               | ۳۷٬۰۰۰                |
| ۱۹۹۳                   | ایتالیا               | یوونتوس               | ۳–۰                   | بروسیا دورتموند       | آلمان                 | ورزشگاه دل آلپی، تورین، ایتالیا                | ۶۲٬۷۸۱                |
| ۱۹۹۴                   | ایتالیا               | اینتر میلان           | ۱–۰                   | ردبول زالتسبورگ       | اتریش                 | ورزشگاه ارنست هاپل، وین، اتریش                 | ۴۷٬۵۰۰                |
| ۱۹۹۴                   | ایتالیا               | اینتر میلان           | ۱–۰                   | ردبول زالتسبورگ       | اتریش                 | ورزشگاه سن سیرو، میلان، ایتالیا                | ۸۰٬۳۲۶                |
| ۱۹۹۵                   | ایتالیا               | پارما                 | ۱–۰                   | یوونتوس               | ایتالیا               | ورزشگاه انیو تاردینی، پارما، ایتالیا           | ۲۲٬۰۶۲                |
| ۱۹۹۵                   | ایتالیا               | پارما                 | ۱–۱                   | یوونتوس               | ایتالیا               | ورزشگاه سن سیرو، میلان، ایتالیا                | ۸۰٬۷۵۴                |
| ۱۹۹۶                   | آلمان                 | بایرن مونیخ           | ۲–۰                   | بوردو                 | فرانسه                | ورزشگاه المپیک مونیخ، مونیخ، آلمان             | ۶۲٬۰۰۰                |
| ۱۹۹۶                   | آلمان                 | بایرن مونیخ           | ۳–۱                   | بوردو                 | فرانسه                | ورزشگاه شابان-دلمس، بوردو، فرانسه              | ۳۶٬۰۰۰                |
| ۱۹۹۷                   | آلمان                 | شالکه ۰۴              | ۱–۰                   | اینتر میلان           | ایتالیا               | ورزشگاه پارک‌اشتادیون، گلزنکیرشن، آلمان         | ۵۶٬۰۰۰                |
| ۱۹۹۷                   | آلمان                 | شالکه ۰۴              | ۰–۱*                  | اینتر میلان           | ایتالیا               | ورزشگاه سن سیرو، میلان، ایتالیا                | ۸۳٬۰۰۰                |
| تک‌بازی (در زمین بی‌طرف) |                       |                       |                       |                       |                       |                                                |                       |
| ۱۹۹۸                   | ایتالیا               | اینتر میلان           | ۳–۰                   | لاتزیو                | ایتالیا               | ورزشگاه پارک ده پرنس، پاریس، فرانسه            | ۴۴٬۴۱۲                |
| ۱۹۹۹                   | ایتالیا               | پارما                 | ۳–۰                   | المپیک مارسی          | فرانسه                | ورزشگاه لوژنیکی، مسکو، روسیه                   | ۶۲٬۰۰۰                |
| ۲۰۰۰                   | ترکیه                 | گالاتاسرای (UCL)      | ۰–۰*                  | آرسنال (UCL)          | انگلستان              | ورزشگاه پارکن، کپنهاگ، دانمارک                 | ۳۸٬۹۱۹                |
| ۲۰۰۱                   | انگلستان              | لیورپول               | ۵–۴§                  | دپورتیوو آلاوس        | اسپانیا               | ورزشگاه وستفالن، دورتموند، آلمان               | ۴۸٬۰۵۰                |
| ۲۰۰۲                   | هلند                  | فاینورد (UCL)         | ۳–۲                   | بروسیا دورتموند (UCL) | آلمان                 | ورزشگاه دکویپ، روتردام، هلند                   | ۴۵٬۶۱۱                |
| ۲۰۰۳                   | پرتغال                | پورتو                 | ۳–۲                   | سلتیک (UCL)           | اسکاتلند              | ورزشگاه المپیک سویا، سویا، اسپانیا             | ۵۲٬۹۷۲                |
| ۲۰۰۴                   | اسپانیا               | والنسیا               | ۲–۰                   | المپیک مارسی (UCL)    | فرانسه                | ورزشگاه اولوی، گوتبورگ، سوئد                   | ۳۹٬۰۰۰                |
| ۲۰۰۵                   | روسیه                 | زسکا مسکو (UCL)       | ۳–۱                   | اسپورتینگ پرتغال      | پرتغال                | ورزشگاه ژوزه آلوالاد، لیسبون، پرتغال           | ۴۷٬۰۸۵                |
| ۲۰۰۶                   | اسپانیا               | سویا                  | ۴–۰                   | میدلزبرو              | انگلستان              | ورزشگاه فیلیپس، آیندهوون، هلند                 | ۳۳٬۱۰۰                |
| ۲۰۰۷                   | اسپانیا               | سویا                  | ۲–۲*                  | اسپانیول              | اسپانیا               | ورزشگاه همپدن پارک، گلاسکو، اسکاتلند           | ۴۷٬۶۰۲                |
| ۲۰۰۸                   | روسیه                 | زنیت سن پترزبورگ      | ۲–۰                   | رنجرز (UCL)           | اسکاتلند              | ورزشگاه شهر منچستر، منچستر، انگلستان           | ۴۳٬۸۷۸                |
| ۲۰۰۹                   | اوکراین               | شاختار دونتسک (UCL)   | ۲–۱                   | وردر برمن (UCL)       | آلمان                 | ورزشگاه شکری سراج‌اوغلو، استانبول، ترکیه        | ۳۷٬۳۵۷                |
| ۲۰۱۰                   | اسپانیا               | اتلتیکو مادرید (UCL)  | ۲–۱                   | فولام                 | انگلستان              | ورزشگاه فولکسپارک، هامبورگ، آلمان              | ۴۹٬۰۰۰                |
| ۲۰۱۱                   | پرتغال                | پورتو                 | ۱–۰                   | براگا (UCL)           | پرتغال                | ورزشگاه آویوا، دوبلین، ایرلند                  | ۴۵٬۳۹۱                |
| ۲۰۱۲                   | اسپانیا               | اتلتیکو مادرید        | ۳–۰                   | اتلتیک بیلبائو        | اسپانیا               | ورزشگاه ملی رومانی، بخارست، رومانی             | ۵۲٬۳۴۷                |
| ۲۰۱۳                   | انگلستان              | چلسی (UCL)            | ۲–۱                   | بنفیکا (UCL)          | پرتغال                | ورزشگاه یوهان کرایف آرنا، آمستردام، هلند       | ۴۶٬۱۶۳                |
| ۲۰۱۴                   | اسپانیا               | سویا                  | ۰–۰*                  | بنفیکا (UCL)          | پرتغال                | ورزشگاه یوونتوس، تورین، ایتالیا                | ۳۳٬۱۲۰                |
| ۲۰۱۵                   | اسپانیا               | سویا                  | ۳–۲                   | دنیپرو (UCL)          | اوکراین               | ورزشگاه ملی ورشو، ورشو، لهستان                 | ۴۵٬۰۰۰                |
| ۲۰۱۶                   | اسپانیا               | سویا (UCL)            | ۳–۱                   | لیورپول               | انگلستان              | ورزشگاه سنت یاکوب پارک، بازل، سوئیس            | ۳۴٬۴۲۹                |
| ۲۰۱۷                   | انگلستان              | منچستر یونایتد        | ۲–۰                   | آژاکس آمستردام (UCL)  | هلند                  | ورزشگاه فرندز آرنا، سولنا، سوئد                | ۴۶٬۹۶۱                |
| ۲۰۱۸                   | اسپانیا               | اتلتیکو مادرید (UCL)  | ۳–۰                   | المپیک مارسی          | فرانسه                | ورزشگاه پارک المپیک لیون، دسین شارپیو، فرانسه  | ۵۵٬۷۶۸                |
| ۲۰۱۹                   | انگلستان              | چلسی                  | ۴–۱                   | آرسنال                | انگلستان              | ورزشگاه المپیک باکو، باکو، آذربایجان           | ۵۱٬۳۷۰                |
| ۲۰۲۰                   | اسپانیا               | سویا                  | ۳–۲                   | اینتر میلان (UCL)     | ایتالیا               | ورزشگاه راین انرژی، کلن، آلمان                 | ۰                     |
| ۲۰۲۱                   | اسپانیا               | ویارئال               | ۱–۱*                  | منچستر یونایتد (UCL)  | انگلستان              | ورزشگاه پی‌جی‌ئی آرنا، گدانسک، لهستان            | ۹٬۴۱۲                 |
| ۲۰۲۲                   | آلمان                 | اینتراخت فرانکفورت    | ۱–۱*                  | رنجرز                 | اسکاتلند              | ورزشگاه رامون سانچز پیس خوان، سویا، اسپانیا    | ۳۸٬۸۴۲                |
| ۲۰۲۳                   | اسپانیا               | سویا (UCL)            | ۱–۱*                  | آ.اس.رم               | ایتالیا               | ورزشگاه پوشکاش، بوداپست، مجارستان              | ۶۱٬۴۷۶                |

## بر پایه باشگاه
| باشگاه              | قهرمان | نایب قهرمان | سال‌های قهرمانی                           | سال‌های نایب قهرمانی |
| ------------------- | ------ | ----------- | ---------------------------------------- | ------------------- |
| سویا                | ۷      | ۰           | ۲۰۰۶، ۲۰۰۷، ۲۰۱۴، ۲۰۱۵، ۲۰۱۶، ۲۰۲۰، ۲۰۲۳ | —                   |
| اینتر میلان         | ۳      | ۲           | ۱۹۹۱، ۱۹۹۴، ۱۹۹۸                         | ۱۹۹۷، ۲۰۲۰          |
| یوونتوس             | ۳      | ۱           | ۱۹۷۷، ۱۹۹۰، ۱۹۹۳                         | ۱۹۹۵                |
| لیورپول             | ۳      | ۱           | ۱۹۷۳، ۱۹۷۶، ۲۰۰۱                         | ۲۰۱۶                |
| اتلتیکو مادرید      | ۳      | ۰           | ۲۰۱۰، ۲۰۱۲، ۲۰۱۸                         | —                   |
| بروسیا مونشن‌گلادباخ | ۲      | ۲           | ۱۹۷۵، ۱۹۷۹                               | ۱۹۷۳، ۱۹۸۰          |
| تاتنهام             | ۲      | ۱           | ۱۹۷۲، ۱۹۸۴                               | ۱۹۷۴                |
| رئال مادرید         | ۲      | ۰           | ۱۹۸۵، ۱۹۸۶                               | —                   |
| گوتبورگ             | ۲      | ۰           | ۱۹۸۲، ۱۹۸۷                               | —                   |
| پارما               | ۲      | ۰           | ۱۹۹۵، ۱۹۹۹                               | —                   |
| فاینورد             | ۲      | ۰           | ۱۹۷۴، ۲۰۰۲                               | —                   |
| اینتراخت فرانکفورت  | ۲      | ۰           | ۱۹۸۰، ۲۰۲۲                               | —                   |
| پورتو               | ۲      | ۰           | ۲۰۰۳، ۲۰۱۱                               | —                   |
| چلسی                | ۲      | ۰           | ۲۰۱۳، ۲۰۱۹                               | —                   |
| اندرلشت             | ۱      | ۱           | ۱۹۸۳                                     | ۱۹۸۴                |
| آژاکس               | ۱      | ۱           | ۱۹۹۲                                     | ۲۰۱۷                |
| منچستر یونایتد      | ۱      | ۱           | ۲۰۱۷                                     | ۲۰۲۱                |
| پی‌اس‌وی آیندهوون     | ۱      | ۰           | ۱۹۷۸                                     | —                   |
| ایپسویچ تاون        | ۱      | ۰           | ۱۹۸۱                                     | —                   |
| بایر لورکوزن        | ۱      | ۰           | ۱۹۸۸                                     | —                   |
| ناپولی              | ۱      | ۰           | ۱۹۸۹                                     | —                   |
| بایرن مونیخ         | ۱      | ۰           | ۱۹۹۶                                     | —                   |
| شالکه ۰۴            | ۱      | ۰           | ۱۹۹۷                                     | —                   |
| گالاتاسرای          | ۱      | ۰           | ۲۰۰۰                                     | —                   |
| والنسیا             | ۱      | ۰           | ۲۰۰۴                                     | —                   |
| زسکا مسکو           | ۱      | ۰           | ۲۰۰۵                                     | —                   |
| زنیت سن پترزبورگ    | ۱      | ۰           | ۲۰۰۸                                     | —                   |
| شاختار دونتسک       | ۱      | ۰           | ۲۰۰۹                                     | —                   |
| ویارئال             | ۱      | ۰           | ۲۰۲۱                                     | —                   |
| بنفیکا              | ۰      | ۳           | —                                        | ۱۹۸۳، ۲۰۱۳، ۲۰۱۴    |
| المپیک مارسی        | ۰      | ۳           | —                                        | ۱۹۹۹، ۲۰۰۴، ۲۰۱۸    |
| بروسیا دورتموند     | ۰      | ۲           | —                                        | ۱۹۹۳، ۲۰۰۲          |
| آرسنال              | ۰      | ۲           | —                                        | ۲۰۰۰، ۲۰۱۹          |
| اسپانیول            | ۰      | ۲           | —                                        | ۱۹۸۸، ۲۰۰۷          |
| اتلتیک بیلبائو      | ۰      | ۲           | —                                        | ۱۹۷۷، ۲۰۱۲          |
| آ.اس. رم            | ۰      | ۲           | —                                        | ۱۹۹۱، ۲۰۲۳          |
| رنجرز               | ۰      | ۲           | —                                        | ۲۰۰۸، ۲۰۲۲          |
| ولورهمپتون          | ۰      | ۱           | —                                        | ۱۹۷۲                |
| توئنته              | ۰      | ۱           | —                                        | ۱۹۷۵                |
| کلوب بروژ           | ۰      | ۱           | —                                        | ۱۹۷۶                |
| باستیا              | ۰      | ۱           | —                                        | ۱۹۷۸                |
| ستاره سرخ بلگراد    | ۰      | ۱           | —                                        | ۱۹۷۹                |
| آلکمار              | ۰      | ۱           | —                                        | ۱۹۸۱                |
| هامبورگ             | ۰      | ۱           | —                                        | ۱۹۸۲                |
| ویدتون              | ۰      | ۱           | —                                        | ۱۹۸۵                |
| کلن                 | ۰      | ۱           | —                                        | ۱۹۸۶                |
| داندی یونایتد       | ۰      | ۱           | —                                        | ۱۹۸۷                |
| اشتوتگارت           | ۰      | ۱           | —                                        | ۱۹۸۹                |
| فیورنتینا           | ۰      | ۱           | —                                        | ۱۹۹۰                |
| تورینو              | ۰      | ۱           | —                                        | ۱۹۹۲                |
| ردبول سالزبورگ      | ۰      | ۱           | —                                        | ۱۹۹۴                |
| بوردو               | ۰      | ۱           | —                                        | ۱۹۹۶                |
| لاتزیو              | ۰      | ۱           | —                                        | ۱۹۹۸                |
| آلاوز               | ۰      | ۱           | —                                        | ۲۰۰۱                |
| سلتیک               | ۰      | ۱           | —                                        | ۲۰۰۳                |
| اسپورتینگ           | ۰      | ۱           | —                                        | ۲۰۰۵                |
| میدلزبورو           | ۰      | ۱           | —                                        | ۲۰۰۶                |
| وردر برمن           | ۰      | ۱           | —                                        | ۲۰۰۹                |
| فولهام              | ۰      | ۱           | —                                        | ۲۰۱۰                |
| براگا               | ۰      | ۱           | —                                        | ۲۰۱۱                |
| دنیپرو              | ۰      | ۱           | —                                        | ۲۰۱۵                |

## بر پایهٔ کشور
| کشور     | تعداد قهرمانی | تعداد نایب قهرمانی | مجموع |
| -------- | ------------- | ------------------ | ----- |
| اسپانیا  | ۱۴            | ۵                  | ۱۹    |
| انگلستان | ۹             | ۸                  | ۱۷    |
| ایتالیا  | ۹             | ۸                  | ۱۷    |
| آلمان    | ۷             | ۸                  | ۱۵    |
| هلند     | ۴             | ۳                  | ۷     |
| پرتغال   | ۲             | ۵                  | ۷     |
| روسیه    | ۲             | ۰                  | ۲     |
| سوئد     | ۲             | ۰                  | ۲     |
| بلژیک    | ۱             | ۲                  | ۳     |
| اوکراین  | ۱             | ۱                  | ۲     |
| ترکیه    | ۱             | ۰                  | ۱     |
| فرانسه   | ۰             | ۵                  | ۵     |
| اسکاتلند | ۰             | ۴                  | ۴     |
| اتریش    | ۰             | ۱                  | ۱     |
| مجارستان | ۰             | ۱                  | ۱     |
| یوگسلاوی | ۰             | ۱                  | ۱     |